# آزمون دق ترندلنبرگ–برودی
آزمون دَق ترندلنبرگ–برودی (انگلیسی: Brodie–Trendelenburg percussion test) یک آزمون پزشکی برای تعیین نارسایی دریچه‌ای در وریدهای سطحی است. یک انگشت روی قسمت پایینی (دیستال) سیاهرگ مورد بررسی قرار می‌گیرد. سپس به قسمت بالایی (پرگزیمال) سیاهرگ ضربه زده می‌شود (دَق). اگر ضربه توسط انگشتی که در انتهای پایین قرار دارد احساس شود، نشان‌دهنده ناکارآمدی دریچه‌های آن سیاهرگ است.
این آزمون ن بخشی از معاینه وریدهای واریسی است و نامش را بنیامین کالینز برودی و فردریش ترندلنبرگ می‌گیرد.